# Eagle (Idaho)
Eagle é uma cidade localizada no estado de Idaho, no Condado de Ada, nos Estados Unidos.

## Demografia
Segundo o censo americano de 2000, a sua população era de 11.085 habitantes.
Em 2006, foi estimada uma população de 18.419, um aumento de 7334 (66.2%).

## Geografia
De acordo com o United States Census Bureau tem uma área de 24,0 km², dos quais 23,8 km² cobertos por terra e 0,2 km² cobertos por água. Eagle localiza-se a aproximadamente 782 metros acima do nível do mar.

## Localidades na vizinhança
O diagrama seguinte representa as localidades num raio de 24 km ao redor de Eagle.

## Pontos de interesse da cidade
- Arboretum Park
- Eagle Island State Park

## Moradores notáveis
- George Kennedy, ator estadunidense vencedor de um Oscar de melhor ator coadjuvante
- Larry Craig, senador republicano dos Estados Unidos da América por Idaho[4].